# Președintele Nepalului
Președintele Republicii Democratice Federale Nepal este șeful statului Nepal, comandantul șef al armatei nepaleze și liderul suprem al țării. Funcția a fost creată în mai 2008, după ce țara a fost declarată republică. Primul președinte al Nepalului a fost Ram Baran Yadav. Prima femeie șef de stat din Nepal a fost Bidhya Devi Bhandari. Actualul președinte este Ram Chandra Poudel, ales în martie 2023. Președintelui i se adresează oficial „The Right Honourable” 

## Origine
În temeiul Constituției interimare adoptată în ianuarie 2007, toate puterile de guvernare au fost luate de la regele Nepalului, iar Adunarea Constituantă din Nepal, aleasă în alegerile Adunării Constituante din 2008, urma să decidă în prima ședință dacă în Nepal va continua monarhia sau dacă va fi declarat republică. În timpul suspendării monarhiei, Girija Prasad Koirala, atunci prim-ministru al Nepalului, a acționat ca șef al statului. La 28 mai 2008, Adunarea a votat abolirea monarhiei. Ram Baran Yadav a câștigat alegerile istorice din Adunarea Constituantă și a depus jurământul ca primul președinte al națiunii care a pus capăt unei monarhii cu o istorie de 247 de ani.

## Alegeri și putere
Președintele este ales de un colegiu electoral format din Parlamentul Nepalului și membrii legislativelor provinciale. O lege stabilește ponderea fiecăruia dintre voturile lor.
Cine primește majoritatea voturilor delegaților este ales. Dacă nimeni nu primește majoritatea voturilor în primul tur, se organizează turul al doilea între primii doi candidați până când unul primește majoritatea voturilor.

### Mandat
Mandatul președintelui are o durată de cinci ani. Un președinte poate fi ales pentru un număr nelimitat de mandate, dar nu mai mult de două mandate succesive. 

### Puteri
Atribuțiile președintelui sunt aproape în totalitate ceremoniale. În unele republici parlamentare, președintele este învestit cu puteri executive pe hârtie, dar este obligat prin convenție să acționeze la sfatul primului ministru și al guvernului. În Nepal, însă, președintele nu este nici măcar șeful executiv nominal, întrucât Constituția spun în mod explicit că puterea executivă este exercitată de Consiliul de Miniștri și în primul ministru.

## Lista președinților Nepalului
| Nr. crt. | Nume (Naștere–Deces)         | Portret                     | Partid                                                    | Ales           | Începutul mandatului | Sfârșitul mandatului | Vicepreședinte   | Voturi            |
| -------- | ---------------------------- | --------------------------- | --------------------------------------------------------- | -------------- | -------------------- | -------------------- | ---------------- | ----------------- |
| 1        | Ram Baran Yadav (1948–)      |                             | Congresul Nepalez                                         | 2008           | 23 iulie 2008        | 29 octombrie 2015    | Parmanand Jha    | 308 din 601       |
| 2        | Bidhya Devi Bhandari (1961–) |                             | Partidul Comunist din Nepal (Marxism-leninismul unificat) | 2015           | 29 octombrie 2015    | 14 martie 2018       | Nanda Kishor Pun | 327 din 601       |
| 2        | Bidhya Devi Bhandari (1961–) | Partidul Comunist din Nepal | 2018                                                      | 14 martie 2018 | 13 martie 2023       | 39.275 din 52.569    | Nanda Kishor Pun |                   |
| 3        | Ram Chandra Poudel (1944–)   |                             | Congresul Nepalez                                         | 2023           | 13 martie 2023       | în funcție           | Ram Sahaya Yadav | 33.802 din 52.549 |